# Seven de la República 2017
El Seven de la República de 2017 fue la trigésimo-cuarta edición del torneo de rugby 7 de fin de temporada para uniones regionales afiliadas a la Unión Argentina de Rugby y la vigésimo-octava en ser organizada en la ciudad de Paraná, Entre Ríos. Se llevó a cabo el 8 y 9 de diciembre de 2017 en El Plumazo y La Tortuguita, sedes del Club Atlético Estudiantes y Paraná Rowing Club, respectivamente.
Uruguay volvió a disputar el torneo, habiendo participado por última vez en el Seven de la República 2012, previo a la introducción del nuevo formato. Si bien la posición obtenida en 2012 les permitía participar en la Zona Campeonato en 2013, la ausencia los obligó a disputar la Zona Ascenso en esta edición. 
Traes caer en cuatro finales, la Unión de Rugby de Tucumán ganó el torneo por primera vez en su historia al derrotar 21-12 a la Unión Cordobesa de Rugby en la final. Los puntos para la Naranja fueron anotados por José Barros Sosa (dos tries), Facundo Noval (un try) y  Juan Manuel Molinuevo (tres conversiones).
La Unión Santafesina de Rugby y la Unión de Rugby de Salta se quedaron con las Copas de Plata y Bronce, respectivamente, mientras que la Zona Ascenso fue ganada por Uruguay. El Seven de la República Femenino fue ganado por Buenos Aires.

## Equipos participantes
Participaron del torneo veintiséis equipos: dieciséis en la Zona Campeonato y diez en la Zona Ascenso. 
| División                   | Equipo              | Unión                                                |
| -------------------------- | ------------------- | ---------------------------------------------------- |
| Zona Campeonato 16 equipos | Buenos Aires        | Unión de Rugby de Buenos Aires                       |
| Zona Campeonato 16 equipos | Córdoba             | Unión Cordobesa de Rugby                             |
| Zona Campeonato 16 equipos | Cuyo                | Unión de Rugby de Cuyo                               |
| Zona Campeonato 16 equipos | Entre Ríos          | Unión Entrerriana de Rugby                           |
| Zona Campeonato 16 equipos | Lagos del Sur       | Unión de Rugby de los Lagos del Sur                  |
| Zona Campeonato 16 equipos | Mar del Plata       | Unión de Rugby de Mar del Plata                      |
| Zona Campeonato 16 equipos | Misiones            | Unión de Rugby de Misiones                           |
| Zona Campeonato 16 equipos | Nordeste            | Unión de Rugby del Nordeste                          |
| Zona Campeonato 16 equipos | Rosario             | Unión de Rugby de Rosario                            |
| Zona Campeonato 16 equipos | Salta               | Unión de Rugby de Salta                              |
| Zona Campeonato 16 equipos | San Juan            | Unión Sanjuanina de Rugby                            |
| Zona Campeonato 16 equipos | Santa Fe            | Unión Santafesina de Rugby                           |
| Zona Campeonato 16 equipos | Santiago del Estero | Unión Santiagueña de Rugby                           |
| Zona Campeonato 16 equipos | Sur                 | Unión de Rugby del Sur                               |
| Zona Campeonato 16 equipos | Tierra del Fuego    | Unión de Rugby de Tierra del Fuego                   |
| Zona Campeonato 16 equipos | Tucumán             | Unión de Rugby de Tucumán                            |
| Zona Ascenso 10 equipos    | Alto Valle          | Unión de Rugby del Alto Valle de Río Negro y Neuquén |
| Zona Ascenso 10 equipos    | Andina              | Unión Andina de Rugby                                |
| Zona Ascenso 10 equipos    | Austral             | Unión de Rugby Austral                               |
| Zona Ascenso 10 equipos    | Chubut              | Unión de Rugby del Valle del Chubut                  |
| Zona Ascenso 10 equipos    | Formosa             | Unión de Rugby de Formosa                            |
| Zona Ascenso 10 equipos    | Jujuy               | Unión Jujeña de Rugby                                |
| Zona Ascenso 10 equipos    | Oeste               | Unión de Rugby del Oeste de Buenos Aires             |
| Zona Ascenso 10 equipos    | Paraguay            | Unión de Rugby del Paraguay                          |
| Zona Ascenso 10 equipos    | San Luis            | Unión Santafesina de Rugby                           |
| Zona Ascenso 10 equipos    | Uruguay             | Unión de Rugby del Uruguay                           |

Dos selecciones nacionales de Sudamérica fueron invitadas a regresar al torneo: Paraguay y Uruguay. Ambos equipos participaron de la Zona Ascenso.

## Formato
Los veintiséis equipos fueron divididos en dos categorías: Zona Campeonato (dieciséis equipos) y Zona Ascenso (diez equipos). Ambas zonas se dividieron en grupos que se resolvieron con el sistema de todos contra todos a una sola ronda; la victoria otorgando 2 puntos, el empate 1 y la derrota 0 puntos. Todos los grupos fueron organizados de acuerdo a la posición final que cada equipo obtuvo en la edición anterior.
Zona Campeonato
La Zona Campeonato estuvo compuesta por cuatro grupos de cuatro equipos cada uno. Una vez resueltos los grupos, todos los equipos clasificaron a llaves finales (disputadas a eliminación directa) dependiendo de su posición: los dos mejores equipos de cada grupo clasificaron a los cuartos de final de la Copas de Oro, mientras que los 3.° y 4.° clasificaron a los cuartos de final de la Copa de Bronce. 
Los equipos eliminados en cuartos de final de la Copa de Oro clasificaron a las semifinales de la Copa de Plata, mientras que los eliminados en cuartos de final de la Copa de Bronce clasificaron a las semifinales de Posicionamiento. El ganador de la Copa de Oro obtuvo el título, mientras que el peor clasificado en la llave de Posicionamiento desciende a la Zona Ascenso de la siguiente temporada.
Zona Ascenso
La Zona Ascenso estuvo compuesta por dos grupos de cinco equipos cada uno. Los dos mejores equipos de cada grupo clasificaron a las semifinales de Ascenso. Por otro lado, los terceros y cuartos clasificaron a semifinales para determinar su posicionamiento final (21.°-24.° puesto). Los dos últimos de cada grupo juegan un partido final para definir los últimos dos puestos.
El ganador de la llave de ascenso es el campeón de la Zona Ascenso y asciende a la Zona Campeonato de la siguiente temporada.

## Zona Campeonato

### Zona 1
| Pos. | Equipos  | Partidos | Partidos | Partidos | Tantos | Tantos | Tantos | Pts. |
| Pos. | Equipos  | G        | E        | P        | PF     | PC     | DP     | Pts. |
| ---- | -------- | -------- | -------- | -------- | ------ | ------ | ------ | ---- |
| 1.°  | Nordeste | 2        | 0        | 1        | 43     | 29     | +14    | 4    |
| 2.°  | Cuyo     | 2        | 0        | 1        | 67     | 52     | +15    | 4    |
| 3.°  | Misiones | 1        | 0        | 2        | 36     | 59     | −23    | 2    |
| 4.°  | Salta    | 1        | 0        | 2        | 47     | 53     | −6     | 2    |

|  | Clasifica a Copa de Oro.    |
|  | Clasifica a Copa de Bronce. |

| 8 de diciembre | Cuyo | 26 - 12 | Misiones | CA Estudiantes, Paraná |  |
|                |      | Reporte |          |                        |  |

| 8 de diciembre | Salta | 12 - 5  | Nordeste | CA Estudiantes, Paraná |  |
|                |       | Reporte |          |                        |  |

| 8 de diciembre | Salta | 14 - 17 | Misiones | CA Estudiantes, Paraná |  |
|                |       | Reporte |          |                        |  |

| 8 de diciembre | Cuyo | 10 - 19 | Nordeste | Paraná Rowing Club, Paraná |  |
|                |      | Reporte |          |                            |  |

| 8 de diciembre | Nordeste | 19 - 7  | Misiones | CA Estudiantes, Paraná |  |
|                |          | Reporte |          |                        |  |

| 8 de diciembre | Cuyo | 31 - 21 | Salta | Paraná Rowing Club, Paraná |  |
|                |      | Reporte |       |                            |  |

### Zona 2
| Pos. | Equipos          | Partidos | Partidos | Partidos | Tantos | Tantos | Tantos | Pts. |
| Pos. | Equipos          | G        | E        | P        | PF     | PC     | DP     | Pts. |
| ---- | ---------------- | -------- | -------- | -------- | ------ | ------ | ------ | ---- |
| 1.°  | Buenos Aires     | 3        | 0        | 0        | 97     | 12     | +85    | 6    |
| 2.°  | Tierra del Fuego | 2        | 0        | 1        | 46     | 45     | +1     | 4    |
| 3.°  | Mar del Plata    | 1        | 0        | 2        | 55     | 52     | +3     | 2    |
| 4.°  | Lagos del Sur    | 0        | 0        | 3        | 21     | 110    | −89    | 0    |

|  | Clasifica a Copa de Oro.    |
|  | Clasifica a Copa de Bronce. |

| 8 de diciembre | Buenos Aires | 19 - 5  | Tierra del Fuego | Paraná Rowing Club, Paraná |  |
|                |              | Reporte |                  |                            |  |

| 8 de diciembre | Mar del Plata | 36 - 7  | Lagos del Sur | CA Estudiantes, Paraná |  |
|                |               | Reporte |               |                        |  |

| 8 de diciembre | Buenos Aires | 52 - 0  | Lagos del Sur | CA Estudiantes, Paraná |  |
|                |              | Reporte |               |                        |  |

| 8 de diciembre | Mar del Plata | 12 - 19 | Tierra del Fuego | CA Estudiantes, Paraná |  |
|                |               | Reporte |                  |                        |  |

| 8 de diciembre | Buenos Aires | 26 - 7  | Mar del Plata | CA Estudiantes, Paraná |  |
|                |              | Reporte |               |                        |  |

| 8 de diciembre | Lagos del Sur | 14 - 22 | Tierra del Fuego | Paraná Rowing Club, Paraná |  |
|                |               | Reporte |                  |                            |  |

### Zona 3
| Pos. | Equipos    | Partidos | Partidos | Partidos | Tantos | Tantos | Tantos | Pts. |
| Pos. | Equipos    | G        | E        | P        | PF     | PC     | DP     | Pts. |
| ---- | ---------- | -------- | -------- | -------- | ------ | ------ | ------ | ---- |
| 1.°  | Santa Fe   | 3        | 0        | 0        | 76     | 22     | +54    | 6    |
| 2.°  | Entre Ríos | 2        | 0        | 1        | 52     | 52     | +0     | 4    |
| 3.°  | Rosario    | 1        | 0        | 2        | 50     | 41     | +9     | 2    |
| 4.°  | Sur        | 0        | 0        | 3        | 22     | 53     | -31    | 0    |

|  | Clasifica a Copa de Oro.    |
|  | Clasifica a Copa de Bronce. |

| 8 de diciembre | Entre Ríos | 26 - 12 | Sur | CA Estudiantes, Paraná |  |
|                |            | Reporte |     |                        |  |

| 8 de diciembre | Santa Fe | 19 - 10 | Rosario | CA Estudiantes, Paraná |  |
|                |          | Reporte |         |                        |  |

| 8 de diciembre | Santa Fe | 17 - 0  | Sur | Paraná Rowing Club, Paraná |  |
|                |          | Reporte |     |                            |  |

| 8 de diciembre | Entre Ríos | 14 - 0  | Rosario | CA Estudiantes, Paraná |  |
|                |            | Reporte |         |                        |  |

| 8 de diciembre | Entre Ríos | 12 - 40 | Santa Fe | CA Estudiantes, Paraná |  |
|                |            | Reporte |          |                        |  |

| 8 de diciembre | Rosario | 40 - 10 | Sur | Paraná Rowing Club, Paraná |  |
|                |         | Reporte |     |                            |  |

### Zona 4
| Pos. | Equipos         | Partidos | Partidos | Partidos | Tantos | Tantos | Tantos | Pts. |
| Pos. | Equipos         | G        | E        | P        | PF     | PC     | DP     | Pts. |
| ---- | --------------- | -------- | -------- | -------- | ------ | ------ | ------ | ---- |
| 1.°  | Tucumán         | 3        | 0        | 0        | 92     | 39     | +53    | 6    |
| 2.°  | Córdoba         | 2        | 0        | 1        | 64     | 34     | +30    | 4    |
| 3.°  | Sgo. del Estero | 1        | 0        | 2        | 47     | 61     | -14    | 2    |
| 4.°  | San Juan        | 0        | 0        | 3        | 22     | 91     | -69    | 0    |

|  | Clasifica a Copa de Oro.    |
|  | Clasifica a Copa de Bronce. |

| 8 de diciembre | Córdoba | 14 - 10 | Santiago del Estero | Paraná Rowing Club, Paraná |  |
|                |         | Reporte |                     |                            |  |

| 8 de diciembre | Tucumán | 33 - 10 | San Juan | Paraná Rowing Club, Paraná |  |
|                |         | Reporte |          |                            |  |

| 8 de diciembre | Córdoba | 31 - 0  | San Juan | CA Estudiantes, Paraná |  |
|                |         | Reporte |          |                        |  |

| 8 de diciembre | Tucumán | 35 - 10 | Santiago del Estero | CA Estudiantes, Paraná |  |
|                |         | Reporte |                     |                        |  |

| 8 de diciembre | Córdoba | 19 - 24 | Tucumán | CA Estudiantes, Paraná |  |
|                |         | Reporte |         |                        |  |

| 8 de diciembre | San Juan | 12 - 27 | Santiago del Estero | Paraná Rowing Club, Paraná |  |
|                |          | Reporte |                     |                            |  |

## Zona Ascenso

### Zona 5
| Pos. | Equipos  | Partidos | Partidos | Partidos | Tantos | Tantos | Tantos | Pts. |
| Pos. | Equipos  | G        | E        | P        | PF     | PC     | DP     | Pts. |
| ---- | -------- | -------- | -------- | -------- | ------ | ------ | ------ | ---- |
| 1.°  | Uruguay  | 4        | 0        | 0        | 152    | 24     | +128   | 8    |
| 2.°  | Chubut   | 2        | 0        | 2        | 71     | 71     | +0     | 4    |
| 3.°  | Formosa  | 2        | 0        | 2        | 92     | 55     | +37    | 4    |
| 4.°  | San Luis | 1        | 0        | 3        | 35     | 161    | -126   | 2    |
| 5.°  | Andina   | 1        | 0        | 3        | 53     | 92     | -39    | 2    |

|  | Clasifica a semifinales de Ascenso             |
|  | Clasifica a semifinales por 21.° a 24.° puesto |
|  | Juega partido por 25.° puesto                  |

| 8 de diciembre | Chubut | 33 - 0  | San Luis | CA Estudiantes, Paraná |  |
|                |        | Reporte |          |                        |  |

| 8 de diciembre | Formosa | 26 - 12 | Andina | Paraná Rowing Club, Paraná |  |
|                |         | Reporte |        |                            |  |

| 8 de diciembre | Chubut | 17 - 14 | Formosa | Paraná Rowing Club, Paraná |  |
|                |        | Reporte |         |                            |  |

| 8 de diciembre | Andina | 5 - 31  | Uruguay | CA Estudiantes, Paraná |  |
|                |        | Reporte |         |                        |  |

| 8 de diciembre | San Luis | 7 - 47  | Formosa | Paraná Rowing Club, Paraná |  |
|                |          | Reporte |         |                            |  |

| 8 de diciembre | Uruguay | 47 - 14 | Chubut | CA Estudiantes, Paraná |  |
|                |         | Reporte |        |                        |  |

| 8 de diciembre | Chubut | 7 - 10  | Andina | CA Estudiantes, Paraná |  |
|                |        | Reporte |        |                        |  |

| 8 de diciembre | San Luis | 0 - 55  | Uruguay | Paraná Rowing Club, Paraná |  |
|                |          | Reporte |         |                            |  |

| 9 de diciembre | Formosa | 5 - 19  | Uruguay | CA Estudiantes, Paraná |  |
|                |         | Reporte |         |                        |  |

| 9 de diciembre | Andina | 26 - 28 | San Luis | CA Estudiantes, Paraná |  |
|                |        | Reporte |          |                        |  |

### Zona 6
| Pos. | Equipos    | Partidos | Partidos | Partidos | Tantos | Tantos | Tantos | Pts. |
| Pos. | Equipos    | G        | E        | P        | PF     | PC     | DP     | Pts. |
| ---- | ---------- | -------- | -------- | -------- | ------ | ------ | ------ | ---- |
| 1.°  | Paraguay   | 3        | 0        | 1        | 97     | 48     | +49    | 6    |
| 2.°  | Austral    | 3        | 0        | 1        | 86     | 52     | +34    | 6    |
| 3.°  | Oeste      | 3        | 0        | 1        | 60     | 38     | +22    | 6    |
| 4.°  | Alto Valle | 1        | 0        | 3        | 54     | 92     | -38    | 2    |
| 5.°  | Jujuy      | 0        | 0        | 4        | 38     | 105    | -67    | 0    |

|  | Clasifica a semifinales de Ascenso             |
|  | Clasifica a semifinales por 21.° a 24.° puesto |
|  | Juega partido por 25.° puesto                  |

| 8 de diciembre | Oeste | 19 - 12 | Austral | CA Estudiantes, Paraná |  |
|                |       | Reporte |         |                        |  |

| 8 de diciembre | Jujuy | 19 - 33 | Alto Valle | Paraná Rowing Club, Paraná |  |
|                |       | Reporte |            |                            |  |

| 8 de diciembre | Oeste | 17 - 0  | Jujuy | CA Estudiantes, Paraná |  |
|                |       | Reporte |       |                        |  |

| 8 de diciembre | Alto Valle | 7 - 35  | Paraguay | Paraná Rowing Club, Paraná |  |
|                |            | Reporte |          |                            |  |

| 8 de diciembre | Austral | 31 - 7  | Jujuy | Paraná Rowing Club, Paraná |  |
|                |         | Reporte |       |                            |  |

| 8 de diciembre | Paraguay | 19 - 5  | Oeste | CA Estudiantes, Paraná |  |
|                |          | Reporte |       |                        |  |

| 8 de diciembre | Oeste | 19 - 7  | Alto Valle | CA Estudiantes, Paraná |  |
|                |       | Reporte |            |                        |  |

| 8 de diciembre | Austral | 24 - 19 | Paraguay | Paraná Rowing Club, Paraná |  |
|                |         | Reporte |          |                            |  |

| 9 de diciembre | Jujuy | 12 - 24 | Paraguay | Paraná Rowing Club, Paraná |  |
|                |       | Reporte |          |                            |  |

| 9 de diciembre | Alto Valle | 7 - 19  | Austral | CA Estudiantes, Paraná |  |
|                |            | Reporte |         |                        |  |

## Fase final

### Copa de Oro
|  | Cuartos de final | Cuartos de final | Cuartos de final |                  |              | Semifinales  | Semifinales | Semifinales |  |         | Final Oro | Final Oro | Final Oro |  |
|  |                  |                  |                  |                  |              |              |             |             |  |         |           |           |           |  |
|  |                  |                  |                  |                  |              |              |             |             |  |         |           |           |           |  |
|  | Nordeste         | Nordeste         | 5                |                  |              |              |             |             |  |         |           |           |           |  |
|  | Nordeste         | Nordeste         | 5                |                  |              |              |             |             |  |         |           |           |           |  |
|  | Córdoba          | Córdoba          | 22               |                  |              |              |             |             |  |         |           |           |           |  |
|  | Córdoba          | Córdoba          | 22               |                  | Córdoba      | Córdoba      | 26          |             |  |         |           |           |           |  |
|  |                  |                  |                  |                  | Córdoba      | Córdoba      | 26          |             |  |         |           |           |           |  |
|  |                  |                  | Tierra del Fuego | Tierra del Fuego | 0            |              |             |             |  |         |           |           |           |  |
|  | Santa Fe         | Santa Fe         | Tierra del Fuego | Tierra del Fuego | 0            | 17           |             |             |  |         |           |           |           |  |
|  | Santa Fe         | Santa Fe         |                  |                  |              |              |             |             |  |         |           |           |           |  |
|  | Tierra del Fuego | Tierra del Fuego | 35               |                  |              |              |             |             |  |         |           |           |           |  |
|  | Tierra del Fuego | Tierra del Fuego | 35               |                  |              |              |             |             |  | Córdoba | Córdoba   | 12        |           |  |
|  |                  |                  |                  |                  |              |              |             |             |  | Córdoba | Córdoba   | 12        |           |  |
|  |                  |                  | Tucumán          | Tucumán          | 21           |              |             |             |  |         |           |           |           |  |
|  | Buenos Aires     | Buenos Aires     | Tucumán          | Tucumán          | 21           | 19           |             |             |  |         |           |           |           |  |
|  | Buenos Aires     | Buenos Aires     |                  |                  |              |              |             |             |  |         |           |           |           |  |
|  | Entre Ríos       | Entre Ríos       | 7                |                  |              |              |             |             |  |         |           |           |           |  |
|  | Entre Ríos       | Entre Ríos       | 7                |                  | Buenos Aires | Buenos Aires | 7           |             |  |         |           |           |           |  |
|  |                  |                  |                  |                  | Buenos Aires | Buenos Aires | 7           |             |  |         |           |           |           |  |
|  |                  |                  | Tucumán          | Tucumán          | 24           |              |             |             |  |         |           |           |           |  |
|  | Tucumán          | Tucumán          | Tucumán          | Tucumán          | 24           | 26           |             |             |  |         |           |           |           |  |
|  | Tucumán          | Tucumán          |                  |                  |              |              |             |             |  |         |           |           |           |  |
|  | Cuyo             | Cuyo             | 0                |                  |              |              |             |             |  |         |           |           |           |  |
|  | Cuyo             | Cuyo             | 0                |                  |              |              |             |             |  |         |           |           |           |  |
|  |                  |                  |                  |                  |              |              |             |             |  |         |           |           |           |  |

#### Copa de Plata
|  | Semifinales | Semifinales | Semifinales |            |          | Final Plata | Final Plata | Final Plata |  |
|  |             |             |             |            |          |             |             |             |  |
|  |             |             |             |            |          |             |             |             |  |
|  | Nordeste    | Nordeste    | 14          |            |          |             |             |             |  |
|  | Nordeste    | Nordeste    | 14          |            |          |             |             |             |  |
|  | Santa Fe    | Santa Fe    | 29          |            |          |             |             |             |  |
|  | Santa Fe    | Santa Fe    | 29          |            | Santa Fe | Santa Fe    | 15          |             |  |
|  |             |             |             |            | Santa Fe | Santa Fe    | 15          |             |  |
|  |             |             | Entre Ríos  | Entre Ríos | 14       |             |             |             |  |
|  | Entre Ríos  | Entre Ríos  | Entre Ríos  | Entre Ríos | 14       | 20          |             |             |  |
|  | Entre Ríos  | Entre Ríos  |             |            |          | 20          |             |             |  |
|  | Cuyo        | Cuyo        | 19          |            |          |             |             |             |  |
|  | Cuyo        | Cuyo        | 19          |            |          |             |             |             |  |
|  |             |             |             |            |          |             |             |             |  |

### Copa de Bronce
|  | Cuartos de final    | Cuartos de final    | Cuartos de final |       |               | Semifinales   | Semifinales | Semifinales |   |  | Final Bronce | Final Bronce | Final Bronce |  |
|  |                     |                     |                  |       |               |               |             |             |   |  |              |              |              |  |
|  |                     |                     |                  |       |               |               |             |             |   |  |              |              |              |  |
|  | Misiones            | Misiones            | 14               |       |               |               |             |             |   |  |              |              |              |  |
|  | Misiones            | Misiones            | 14               |       |               |               |             |             |   |  |              |              |              |  |
|  | San Juan            | San Juan            | 21               |       |               |               |             |             |   |  |              |              |              |  |
|  | San Juan            | San Juan            | 21               |       | San Juan      | San Juan      | 19          |             |   |  |              |              |              |  |
|  |                     |                     |                  |       | San Juan      | San Juan      | 19          |             |   |  |              |              |              |  |
|  |                     |                     |                  |       | 5             |               |             |             |   |  |              |              |              |  |
|  | Rosario             | Rosario             | 21               |       |               |               |             |             |   |  |              |              |              |  |
|  | Rosario             | Rosario             | 21               |       |               |               |             |             |   |  |              |              |              |  |
|  |                     |                     | 24               |       |               |               |             |             |   |  |              |              |              |  |
|  |                     |                     |                  |       |               |               | San Juan    | San Juan    | 5 |  |              |              |              |  |
|  |                     |                     |                  |       |               |               |             |             | 5 |  |              |              |              |  |
|  |                     |                     | Salta            | Salta | 19            |               |             |             |   |  |              |              |              |  |
|  | Mar del Plata       | Mar del Plata       | Salta            | Salta | 19            | 33            |             |             |   |  |              |              |              |  |
|  | Mar del Plata       | Mar del Plata       |                  |       |               |               |             |             |   |  |              |              |              |  |
|  | Sur                 | Sur                 | 0                |       |               |               |             |             |   |  |              |              |              |  |
|  | Sur                 | Sur                 | 0                |       | Mar del Plata | Mar del Plata | 7           |             |   |  |              |              |              |  |
|  |                     |                     |                  |       | Mar del Plata | Mar del Plata | 7           |             |   |  |              |              |              |  |
|  |                     |                     | Salta            | Salta | 26            |               |             |             |   |  |              |              |              |  |
|  | Santiago del Estero | Santiago del Estero | Salta            | Salta | 26            | 12            |             |             |   |  |              |              |              |  |
|  | Santiago del Estero | Santiago del Estero |                  |       |               |               |             |             |   |  |              |              |              |  |
|  | Salta               | Salta               | 19               |       |               |               |             |             |   |  |              |              |              |  |
|  | Salta               | Salta               | 19               |       |               |               |             |             |   |  |              |              |              |  |
|  |                     |                     |                  |       |               |               |             |             |   |  |              |              |              |  |

#### Posicionamiento
|  | Semifinales         | Semifinales         | Semifinales         |                     |         | Final Posicionamiento | Final Posicionamiento | Final Posicionamiento |  |
|  |                     |                     |                     |                     |         |                       |                       |                       |  |
|  |                     |                     |                     |                     |         |                       |                       |                       |  |
|  | Misiones            | Misiones            | 19                  |                     |         |                       |                       |                       |  |
|  | Misiones            | Misiones            | 19                  |                     |         |                       |                       |                       |  |
|  | Rosario             | Rosario             | 24                  |                     |         |                       |                       |                       |  |
|  | Rosario             | Rosario             | 24                  |                     | Rosario | Rosario               | 21                    |                       |  |
|  |                     |                     |                     |                     | Rosario | Rosario               | 21                    |                       |  |
|  |                     |                     | Santiago del Estero | Santiago del Estero | 19      |                       |                       |                       |  |
|  | Sur                 | Sur                 | Santiago del Estero | Santiago del Estero | 19      | 10                    |                       |                       |  |
|  | Sur                 | Sur                 |                     |                     |         | 10                    |                       |                       |  |
|  | Santiago del Estero | Santiago del Estero | 38                  |                     |         | Final Descenso        | Final Descenso        | Final Descenso        |  |
|  | Santiago del Estero | Santiago del Estero | 38                  |                     |         | Final Descenso        | Final Descenso        | Final Descenso        |  |
|  |                     |                     |                     |                     |         |                       |                       |                       |  |
|  |                     |                     |                     |                     |         | Misiones              | Misiones              | 19                    |  |
|  |                     |                     |                     |                     |         | Misiones              | Misiones              | 19                    |  |
|  |                     |                     |                     |                     |         | Sur                   | Sur                   | 17                    |  |
|  |                     |                     |                     |                     |         | Sur                   | Sur                   | 17                    |  |
|  |                     |                     |                     |                     |         |                       |                       |                       |  |

### Ascenso
|  | Semifinales | Semifinales | Semifinales |          |         | Final Ascenso | Final Ascenso | Final Ascenso |  |
|  |             |             |             |          |         |               |               |               |  |
|  |             |             |             |          |         |               |               |               |  |
|  | Uruguay     | Uruguay     | 45          |          |         |               |               |               |  |
|  | Uruguay     | Uruguay     | 45          |          |         |               |               |               |  |
|  | Austral     | Austral     | 0           |          |         |               |               |               |  |
|  | Austral     | Austral     | 0           |          | Uruguay | Uruguay       | 14            |               |  |
|  |             |             |             |          | Uruguay | Uruguay       | 14            |               |  |
|  |             |             | Paraguay    | Paraguay | 0       |               |               |               |  |
|  | Paraguay    | Paraguay    | Paraguay    | Paraguay | 0       | 47            |               |               |  |
|  | Paraguay    | Paraguay    |             |          |         | 47            |               |               |  |
|  | Chubut      | Chubut      | 7           |          |         |               |               |               |  |
|  | Chubut      | Chubut      | 7           |          |         |               |               |               |  |
|  |             |             |             |          |         |               |               |               |  |

### 21.°-24.° puesto
|  | Semifinales | Semifinales | Semifinales |       |         | Final 21.° puesto | Final 21.° puesto | Final 21.° puesto |  |
|  |             |             |             |       |         |                   |                   |                   |  |
|  |             |             |             |       |         |                   |                   |                   |  |
|  | Formosa     | Formosa     | 17          |       |         |                   |                   |                   |  |
|  | Formosa     | Formosa     | 17          |       |         |                   |                   |                   |  |
|  | Alto Valle  | Alto Valle  | 10          |       |         |                   |                   |                   |  |
|  | Alto Valle  | Alto Valle  | 10          |       | Formosa | Formosa           | 33                |                   |  |
|  |             |             |             |       | Formosa | Formosa           | 33                |                   |  |
|  |             |             | Oeste       | Oeste | 7       |                   |                   |                   |  |
|  | Oeste       | Oeste       | Oeste       | Oeste | 7       | 26                |                   |                   |  |
|  | Oeste       | Oeste       |             |       |         | 26                |                   |                   |  |
|  | San Luis    | San Luis    | 12          |       |         |                   |                   |                   |  |
|  | San Luis    | San Luis    | 12          |       |         |                   |                   |                   |  |
|  |             |             |             |       |         |                   |                   |                   |  |

Final 25.° puesto
| 9 de diciembre | Andina | 24 - 17 | Jujuy | CA Estudiantes, Paraná |  |
|                |        | Reporte |       |                        |  |

## Tabla de posiciones
Las posiciones finales al terminar el campeonato:
| 1.°  | Tucumán          | 6 | 0 | 0 | 163 | 58  | +105 |
| 2.°  | Córdoba          | 4 | 0 | 2 | 124 | 60  | +64  |
| 3.°  | Buenos Aires     | 4 | 0 | 1 | 123 | 43  | +80  |
| 4.°  | Tierra del Fuego | 3 | 0 | 2 | 81  | 88  | -7   |
| 5.°  | Santa Fe         | 5 | 0 | 1 | 137 | 63  | +74  |
| 6.°  | Entre Ríos       | 3 | 0 | 3 | 93  | 105 | −12  |
| 7.°  | Norddeste        | 2 | 0 | 3 | 62  | 80  | -18  |
| 8.°  | Cuyo             | 2 | 0 | 3 | 86  | 98  | -12  |
| 9.°  | Salta            | 4 | 0 | 2 | 111 | 77  | +34  |
| 10.° | San Juan         | 2 | 0 | 4 | 67  | 128 | -61  |
| 11.° | Mar del Plata    | 2 | 0 | 3 | 95  | 78  | +17  |
| 12.° | Lagos del Sur    | 1 | 0 | 4 | 50  | 150 | -100 |
| 13.° | Rosario          | 3 | 0 | 3 | 116 | 103 | +13  |
| 14.° | Sgo. del Estero  | 2 | 0 | 4 | 116 | 111 | +5   |
| 15.° | Misiones         | 2 | 0 | 4 | 88  | 121 | -33  |
| 16.° | Uruguay          | 6 | 0 | 0 | 211 | 24  | +187 |
| 17.° | Sur              | 0 | 0 | 6 | 49  | 149 | -100 |
| 18.° | Paraguay         | 4 | 0 | 2 | 144 | 69  | +75  |
| 19.° | Austral          | 3 | 0 | 2 | 86  | 97  | -11  |
| 20.° | Chubut           | 2 | 0 | 3 | 78  | 118 | -40  |
| 21.° | Formosa          | 4 | 0 | 2 | 142 | 72  | +70  |
| 22.° | Oeste            | 4 | 0 | 2 | 93  | 82  | +11  |
| 23.° | Alto Valle       | 1 | 0 | 4 | 64  | 109 | -45  |
| 24.° | San Luis         | 1 | 0 | 4 | 47  | 187 | -140 |
| 25.° | Andina           | 2 | 0 | 3 | 77  | 109 | -32  |
| 26.° | Jujuy            | 0 | 0 | 5 | 55  | 129 | -74  |

|  | Campeón Copa de Oro.                                       |
|  | Campeón Copa de Plata.                                     |
|  | Campeón Copa de Bronce.                                    |
|  | Ganador Posicionamiento.                                   |
|  | Desciende a Zona Ascenso.                                  |
|  | Campeón de Zona Ascenso y asciende a Zona Campeonato 2018. |

| Bandera de la Provincia de Tucumán |
| Tucumán Campeón                    |
| Primer título                      |